# Леополд Шефер
Леополд Шефер (на немски: Leopold Schefer) е немски поет, романист и композитор, роден в малък град в Горна Лужица и образован в гимназията на Бауцен.

## Биография
По време на провалената впоследствие кампания на Наполеон в Русия през 1812, Шефер е назначен като управител на големите имения на своя приятел принц Герман фон Пюклер-Мускау, с което писателят се справя добре до 1816. Принцът, усещайки литературните възможности на своя приятел, го окуражава в неговите ранни опити в поезията. Шефер посещава със своя приятел Англия за да изучава пейзажните градини (английски градини) там. Той учи композиция от Антонио Салиери във Виена от 1816 до 1817. Пътува до Италия, Гърция, Египет, Палестина и Турция. Шефер се връща в Мускау през 1819, където остава до края на живота си. Жени се и става баща на един син и четири дъщери. Умира на възраст от 78 години през 1862 г.

## Творби
Шефер пише голям брой романи, повести и разкази, които се появяват най-вече в литературните алманаси. Някои от неговите романи са публикувани в Англия, както например „Künstlerehe“ (1828).
Шефер е добре познат със своите романи (известни със своята наблюдателност), но е още по известен с един том поеми, наречен Laienbrevier (1834 – 1835). Тези стихове, благодарение на топлите чувства, силна психология и удивителни описания на красотите на природата, бликащи от тях, създават неговата слава като поет. По този начин той пише и другите си поеми Vigilien (1843), Der Weltpriester (1846) и Hausreden (1869). Окуражаван от друг свои приятел, поетът Макс Валдау (1822 – 1855) той публикува Hafis in Hellas (Хамбург, 1853) и Koran der Liebe (Хамбург, 1855), описващи със светли образи източна любовна поезия. Поради пантеистичните вярвания на Шефер, неговата поезия и романи са премахнати от учебната система в пруските основни и гимназиални училища, благодарение на което писателят остава в забрава до 1910.
Като ученик на Антонио Салиери, Шефер се заинтересува и от музиката, но за жалост само в последните си години.

### Избрани произведения

#### Публикувани приживе
- Gedichte, 1811 („Поеми“, редактирано от Херман фон Пюклер-Мускау)
- Leopold Schefer's Gesänge zu dem Pianoforte, 1813 („Песни на Леополд Шефер“, редактирано от Херман фон Пюклер-Мускау)
- Palmerio, 1823 (роман, чието действие се развива в Гърция)
- Die Deportirten, 1824 („Депортираните“, роман)
- Novellen, 5 vols., 1825 (повест)
- Die Osternacht, 1826 („Великденска нощ“, роман за наводнение в Рейнланд-Пфалц)
- Der Waldbrand, 1827 („Горски пожар“, роман, развиващ се в Канада)
- Künstlerehe, 1828
- Kleine lyrische Werke, 1828 („Малки лирически творби“)
- Neue Novellen, 4 vols., 1831 (повести)
- Lavabecher, Novellen, 2 тома, 1833 (повести)
- Die Gräfin Ulfeld oder die vierundzwanzig Königskinder, 2 тома, 1834 („Графиня Улфелд или 24 кралски деца“, роман)
- Laienbrevier, 1834/1835. (пантеистични поеми)
- Kleine Romane, 6 vols., 1836 (повести)
- Das große deutsche Musikfest, 1837 („Големият немски музикален фестивал“, роман)
- Doppelsonate A-Dur zu 4 Händen, 1838 (музикални произведения)
- Doppelkanon zu 4 Chören, 1838 (музикални произведения)
- Der Gekreuzigte oder Nichts Altes unter der Sonne, 1839 („Разпънатият на кръст или нищо ново под слънцето“, роман за геноцид в Османската империя)
- Mahomet’s Türkische Himmelsbriefe, 1840 (поеми)
- Viel Sinne, viel Köpfe, 1840 („Много значения, много умове“, разкази)
- Göttliche Komödie in Rom, 1841 („Божествена комедия в Рим“, роман за съдебния процес и екзекуцията на Джордано Бруно)
- Sechs Volkslieder zum Pianoforte, 1841 (музикални произведения)
- Graf Promnitz. Der letzte des Hauses, 1842 („Граф Промниц. Последният в рода“, роман)
- Vigilien, Gedichte, 1843 (поеми)
- Ausgewählte Werke, 12 vols., 1845/46 („Избрани творби“)
- Weltpriester, Gedichte, 1846 („Световният свещеник“, поеми)
- Génévion von Toulouse, 1846 (роман)
- Gedichte (2nd ed.), 1846 („Поеми“)
- Achtzehn Töchter. Eine Frauen-Novelle, 1847 („18 дъщери. Една повест за жени“, повест)
- Die Sibylle von Mantua, 1852 („Сибил от Мантуа“, разкази)
- Hafis in Hellas, (любовна поема, анонимна)
- Koran der Liebe nebst kleiner Sunna, (анонимна) 1855 („Коран на любовта с малка Суна“, любовни поеми)
- Hausreden, 1855 („Домашни речи“, поеми)
- Der Hirtenknabe Nikolas, oder der Kinderkreuzzug im Jahre 1212; 1857 („Момчето овчар Николас или Кръстоносният поход на децата в година 1212“ роман)
- Homer’s Apotheose, 1858

#### Публикувани след смъртта му
- Für Haus und Herz. Letzte Klänge, 1867 („За дом и сърце“, редактор Рудолф Готшал, поеми)
- Buch des Lebens und der Liebe, 1877 („Книга за любов и живот“. редактор Алфред Мошкау)
- Ausgewählte Lieder und Gesänge zum Pianoforte (песни за пианофорте)
- Tagebuch einer großen Liebe. 22 Lieder von Leopold Schefer („Дневник на голяма любов. 22 песни от Леополд Шефер“, музикални творби и поеми)